# Hrašovík
Hrašovík es un municipio del distrito de Košice-okolie en la región de Košice, Eslovaquia, con una población estimada a final del año 2024 de 429 habitantes.
Se encuentra ubicado en el centro de la región, en la cuenca hidrográfica del río Sajó (afluente derecho del Tisza) y cerca de la frontera con la región de Prešov y con Hungría.

## Demografía
| Año        | 1994 | 2004     | 2014     | 2024  |
| ---------- | ---- | -------- | -------- | ----- |
| Población  | 264  | 298      | 330      | 429   |
| Diferencia |      | +12,87 % | +10,73 % | +30 % |

| Año        | 2023 | 2024    |
| ---------- | ---- | ------- |
| Población  | 418  | 429     |
| Diferencia |      | +2,63 % |